# Преображенская церковь (Дубровка)
Храм Преображения Господня — недействующий православный храм в деревне Дубровка Думиничского района Калужской области.

## История

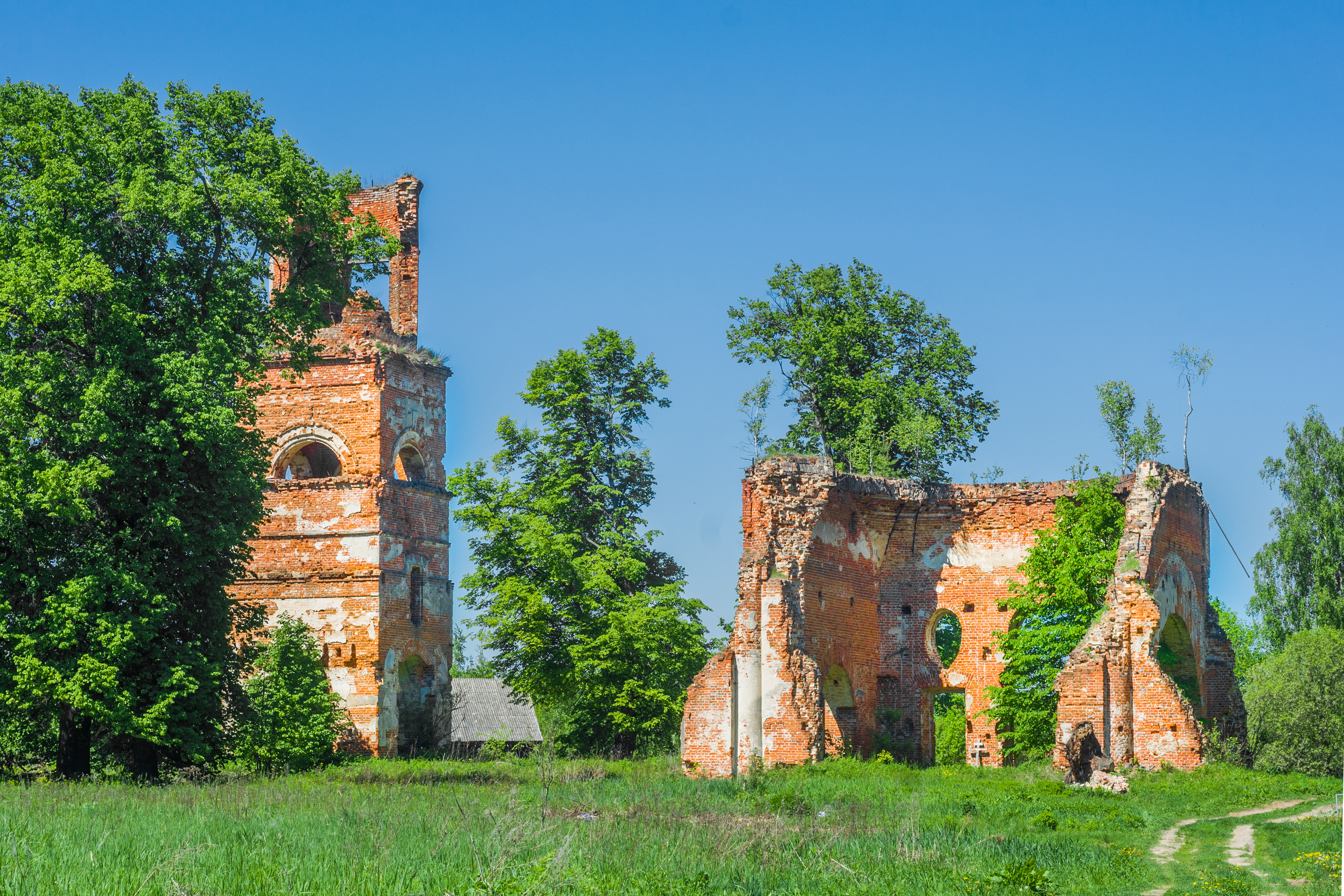
Руины церкви, весна 2019

Деревянная церковь Преображения Господня в селе Дубровка Якова Александровича Брюса упоминается в Описаниях и алфавитах к Атласу Калужского наместничества 1782 года.
Каменное здание церкви, с каменной колокольней и оградой, было построено в 1832 году помещиком сельца Речицы Алексием Гавриловичем Королевым. При храме имелись библиотека — 140 томов; школы: одна земская, и две двухклассовые церковно-приходские. В приходе состояли ещё 5 деревень.
Церковь закрыта в 1935 году, здание использовалось под нужды колхоза.